# Geoffrey Arend
Geoffrey Rashid Arend (ur. 28 lutego 1978 w Nowym Jorku) – amerykański aktor filmowy, telewizyjny i dubbingowy.

## Filmografia

### Filmy
- 2001: Straż wiejska jako student
- 2001: Balonowy chłopak jako Flipper Boy
- 2003: Wszystko w rodzinie jako Malik
- 2004: Powrót do Garden State jako
- 2009: 500 dni miłości jako McKenzie
- 2010: Diabeł jako sprzedawca
- 2014: Beach Pillows jako Morgan Midwood
- 2014: Worst Friends jako Jeremy
- 2016: Angry Birds Film jako opiekun z domu dziecka (głos)

### Seriale TV
- 1998–1999: Zapasy na śmierć i życie jako Sean Connery / Christopher Walken ((głos)
- 1998–2001: Daria jako Charles 'Upchuck' Ruttheimer III (głos)
- 2002: Studenciaki jako Jimmy
- 2003: Guiding Light jako Gavin Strong / Mole (głos)
- 2003: Prawo i porządek jako Jeffrey
- 2004: Prawo i porządek: Zbrodniczy zamiar jako Daris Macelvoy
- 2005: Prawo i porządek: sekcja specjalna jako twórca gier
- 2008: Greek jako Egipski Joe
- 2009: Prywatna praktyka jako Jimmy
- 2010: Podkomisarz Brenda Johnson jako Wayne West
- 2009: Trust Me jako Hector Culligan
- 2011–2013: Anatomia prawdy jako Ethan Gross
- 2014: Chirurdzy jako Thom
- 2014–2019: Madam Secretary jako Matt Mahoney
- 2017: Amerykański tata jako Tony Perotti (głos)
- 2020: Magicy jako George